# Єремія Соловйов
Іродіон Іванович Соловйов (у чернецтві Єремія) (*22 (10) квітня 1799 — †19 (7) грудня 1884) — церковний діяч, ректор Київської духовної академії, настоятель Видубицького та Братського монастирів, єпископ Кавказький і Чорноморський, Полтавський і Переяславський, Нижньогородський.

## Життєпис
Народився у родині сільського причетника.
1810 року вступив до Севської семінарії. По її закінченні, 1819 року, стає інспектором Севського духовного училища, викладає грецьку мову.
У 1822-1823 рр. - послушник брянського Печерського монастиря.
У грудні 1823 року, вже студентом Петербурзької духовної академії, приймає чернечий постриг. 1827 року стає ієромонахом і невдовзі призначається законовчителем у 2-му Кадетському корпусі.
1829 року призначений бакалавром по богословському корпусу.
1830 року стає інспектором Київської духовної академії. А 1834 року очолює Київську духовну семінарію. Водночас стає настоятелем Видубицького монастиря.
10 жовтня 1839 року очолює Київську духовну академію і Братський монастир. На цій посаді перебуває до 6 квітня 1841 року, коли він стає єпископом Чигиринським і вікарієм Київської митрополії.
З 1 січня 1843 до кінця 1849 року - єпископ Кавказький і Чорноморський, з кінця 1849 до кінця 1850 року - єпископ Полтавський і Переяславський, опісля і до 17 червня 1857 року - єпископ Нижньогородський.
17 червня 1857 року пішов на спочинок у нижньогородський Печерський монастир, де 1860 року таємно прийняв схиму. Опісля перебував у Феодоровському монастирі і зрештою-у Благовіщенському монастирі (Нижній Новгород)
За час свого єпископства лише у Кавказькій єпархії влаштував 12 церков, жіночий монастир та духовне училище.